# Temporada 2003 del Campeonato de Europa de Rally
La temporada 2003 fue la edición 51º del Campeonato de Europa de Rally. Comenzó el 2 de enero en el Rally Jänner y finalizó el 16 de noviembre en el Rallye du Condroz-Huy. El calendario estaba compuesto de 50 pruebas de las cuales, sólo diez contaban con el máximo coeficiente (20).

## Calendario
Calendario de las pruebas con máximo coeficiente (coef. 20).
| N.º | Fecha                     | Rally                               | Superficie | Series  |
| --- | ------------------------- | ----------------------------------- | ---------- | ------- |
| 7   | 3-5 de abril              | Rally 1000 Miglia                   | Asfalto    | Italia  |
| 9   | 11-12 de abril            | Rally de Canarias - El Corte Inglés | Asfalto    | España  |
| 12  | 16-18 de mayo             | Tofaş Rally Turkey                  | Asfalto    |         |
| 15  | 30-31 de mayo             | Rajd Polski                         | Asfalto    | Polonia |
| 18  | 13-15 de junio            | Rally Bulgaria Albena               | Asfalto    |         |
| 21  | 27-29 de junio            | Ypres Westhoek Rally                | Asfalto    | Bélgica |
| 28  | 31 de julio - 2 de agosto | Rali Vinho da Madeira               | Asfalto    |         |
| 33  | 29-31 de agosto           | Barum Rally Zlín                    | Asfalto    |         |
| 43  | 26-28 de septiembre       | Achaia ELPA Rally                   | Asfalto    |         |
| 48  | 24-26 de octubre          | Rallye d'Antibes - Rally d'Azur     | Asfalto    |         |

## Resultados

### Campeonato de pilotos
| Pos. | Piloto          | MIG | ESP | TUR | POL | BUL | YPR | MAD | ZLI | ELP | ACA | Puntos |
| ---- | --------------- | --- | --- | --- | --- | --- | --- | --- | --- | --- | --- | ------ |
| 1    | Bruno Thiry     | Ret |     | 1   | 2   | 1   | 1   | 2   |     | 1   | 1   | 1400   |
| 2    | Miguel Campos   | 1   | 1   |     | 1   |     | 3   | 1   | 2   | 2   | 2   | 1400   |
| 3    | Václav Pech     |     |     |     |     |     |     |     | 1   |     | 3   | 420    |
| 4    | Evgeniy Vasin   | Ret |     |     | 3   | Ret |     | Ret | Ret | 3   |     | 240    |
| 5    | Pieter Tsjoen   |     |     |     |     |     | 2   |     |     |     |     | 220    |
| 6    | Serkan Yazıcı   |     |     | 2   |     |     |     |     |     |     |     | 210    |
| 7    | Jasen Popov     |     |     |     |     | 2   |     |     |     |     |     | 200    |
| 8    | Krum Donchev    |     |     |     |     | 3   |     |     |     |     |     | 200    |
| 9    | Ilia Tzarski    |     |     |     |     | 4   |     |     |     |     |     | 200    |
| 10   | Paolo Andreucci | 8   |     | 3   |     |     |     |     |     |     |     | 180    |